# Monthois
Monthois é uma comuna francesa na região administrativa de Grande Leste, no departamento das Ardenas. Estende-se por uma área de 11,98 km². Em 2010 a comuna tinha 389 habitantes (densidade: 32,5 hab./km²).